# 질베스터 그로트
질베스터 그로트(독일어: Sylvester Groth, 1958년 3월 31일 ~ )는 독일의 배우이다.

## 출연 작품
- 355 (2022) - 요나스 밀러 역
- 베를린, 아이 러브 유 (2018)
- 인 타임스 오브 페이딩 라이트 (2017)
- 맨 프롬 UNCLE (2015)
- 약속 (2013)
- 주말 (2012)
- 쇼어즈 오브 호프 (2012)
- 기프트 호스 (2009)
- 보드카 위스키 (2009)
- 바스터즈: 거친 녀석들 (2009)
- 부덴브루크가의 사람들 (2008)
- 더 리더: 책 읽어주는 남자 (2008)
- 나의 영도자 - 아돌프 히틀러에 관한 진실 (2007)
- 써드 웨이브 (2003)
- 레퀴엠 포 로맨틱 우먼 (1999)
- 스탈린그라드: 최후의 전투 (1993)
- 마지막 유보트 (1990)
- 모모 (1986)
- 전환점 (1983)